# Esquirol de Guayaquil
L'esquirol de Guayaquil (Simosciurus stramineus) és una espècie de rosegador de la família dels esciúrids. Viu al voltant del golf de Guayaquil (nord-oest del Perú i sud-oest de l'Equador). El seu hàbitat natural són els boscos perennifolis humits i els boscos tropicals secs. També se'l troba a les zones urbanes, on pot ser que hagi sigut introduït. Està amenaçat per la caça i per la destrucció del seu entorn a causa de la tala d'arbres i l'expansió de l'agricultura.